# Манчестерская малая экспериментальная машина

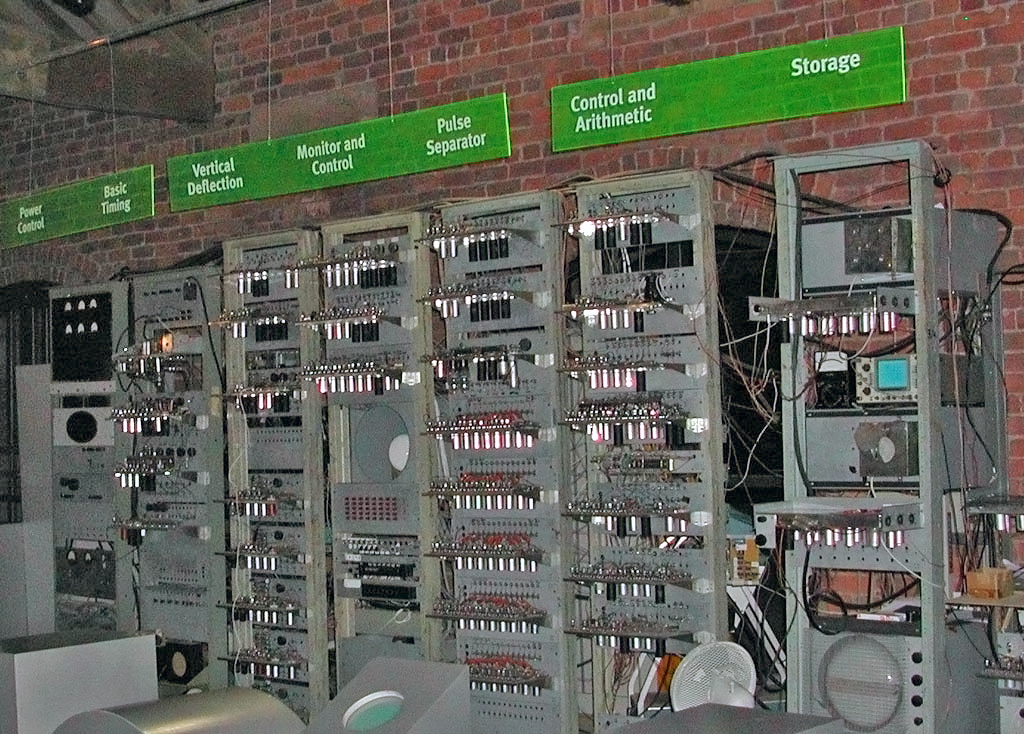
Копия МЭМ в Музее науки и промышленности в Манчестере

Манчестерская малая экспериментальная машина (англ. Manchester Small-Scale Experimental Machine, сокр. SSEM), также известная как Baby («младенец») — первый электронный компьютер, построенный по принципу совместного хранения данных и программ в памяти. Машина задумывалась как экспериментальный аппарат для изучения свойств компьютерной памяти на ЭЛТ (так называемой «трубки Уильямса»). Была создана в Манчестерском университете Фредериком Уильямсом, Томом Килберном и Джеффом Тутиллом и исполнила свою первую программу 21 июня 1948 года. Проект финансировался Министерством снабжения Великобритании (ответственным за военные исследования). К программе разработки на различных этапах привлекались Министерство обороны Великобритании и другие официальные структуры.

## Ввод в эксплуатацию
Осенью 1948 года состоялся запуск машины в опытную эксплуатацию перед комиссией Министерства обороны, курировавшей проект, — к тому времени уже началась ядерная программа Великобритании и военным требовались средства автоматизации расчёта параметров проектируемого атомного оружия. Машина получила одобрительные отзывы военных специалистов и, в октябре того же года, Министерство снабжения заключило контракт со своим основным контрагентом в сфере средств автоматизации, — компанией Ferranti с головным офисом расположенным там же, в Манчестере, — на изготовление полноценной рабочей модели для военных нужд. В университете, совместно со специалистами «Ферранти» начались работы над созданием полноценного компьютера на трубках Уильямса — «Манчестер Мк. I».

## Операционно-технические характеристики
- Память: 32 32-битных слова; реализована при помощи одной трубки Уильямса.
- Процессор: 7 инструкций, аккумуляторная архитектура, быстродействие 0,00083 MIPS.

На создание Манчестерской малой экспериментальной машины ушло 320 000 человеко-часов и 988 834,29 доллара США. Всего комплекс включал в себя 17 468 ламп 16 различных типов, 7200 кремниевых диодов, 1500 реле, 90 000 резисторов и 20 000 конденсаторов.
- Вес — 27 тонн.
- Высота — 7 метров.
- Длина — 15 метров.
- Объём памяти — 20 число-слов.
- Потребляемая мощность — 174 кВт.
- Вычислительная мощность — 357 операций умножения или 5000 операций сложения в секунду[источник не указан 638 дней].
- Тактовая частота — 100 кГц, то есть один импульс каждые 10 микросекунд. Основной вычислительный такт состоял из 20 импульсов и занимал 200 микросекунд. Сложение выполнялось за 1 такт, умножение — за 14 тактов. Умножение заменялось многократным сложением, так что 1 умножение равнялось 14 операциям сложения и выполнялось, соответственно, за 2800 микросекунд.
- Устройство ввода-вывода данных — табулятор перфокарт компании IBM: 125 карт/минуту на ввод, 100 карт/минуту на вывод.